# マキシム・モンフォール
マキシム・モンフォール（Maxime Monfort、1983年1月14日- ）は、ベルギー、バストーニュ出身の元自転車競技（ロードレース）選手。
オールラウンドにこなせるステージレーサーとしてグランツールに20回出場し、2011年のブエルタエスパーニャでは総合6位で完走するなど、上位の成績を収めた。
引退後はロットソウダルの監督としてチームに帯同している。

## 経歴
2004年、ラントバウクレディートと契約を結んでプロ転向。
- ツール・ド・ルクセンブルク総合優勝、新人賞、区間1勝の戦績を収める。
- オランダ一周新人賞。

2006年、コフィディスに移籍
- ジロ・デ・イタリア初出場（総合33位）

2007年
- ブエルタ・ア・エスパーニャ初出場、総合11位。

2008年
- ツール・ド・フランス初出場（総合23位）。

2009年、チーム・コロンビア - ハイロードに移籍。
- 国内選手権・個人タイムトライアル優勝

2010年
- バイエルン一周総合優勝。

2011年、レオパード・トレックに移籍。
- パリ〜ニース 総合10位
- ツール・ド・スイス　総合10位
- ツール・ド・フランスにアンディ・シュレクのアシストとして出場。第18ステージではチームメイトのヨースト・ポストゥーマと共に逃げ集団にのり、後に集団から抜け出したエースのシュレクと合流し、この日のゴール地点であるガリビエ峠山頂残り17㎞まで牽引。シュレクのステージ優勝に貢献した[1]。
- ブエルタ・ア・エスパーニャ 総合6位

2012年
- パリ〜ニース 総合7位
- ツール・ド・フランス 総合16位
- ブエルタ・ア・エスパーニャ 総合16位

2013年
- ツール・ド・フランス 総合14位

2014年　ロット・ベリソルに移籍。
- ジロ・デ・イタリア　総合14位
- ブエルタ・ア・エスパーニャ　総合16位

2015年
- ジロ・デ・イタリア　総合11位
- ブエルタ・ア・エスパーニャ　総合27位

2016年
- ジロ・デ・イタリア　総合15位
- ブエルタ・ア・エスパーニャ　総合16位

2017年
- ジロ・デ・イタリア　総合13位

2019年
- エースであるカレブ・ユアンのための集団けん引役として、7年ぶりにツール・ド・フランスに出場。142位で完走。
- 2019年シーズンをもって現役を引退[2]。